# Йенсен, Вигго (футболист, 1947)
Вигго Йенсен (дат. Viggo Jensen; род. 15 сентября 1947, Эсбьерг, Рибе) — датский футболист и футбольный тренер.

## Карьера

### Футбольная
Воспитанник футбольного клуба «Эсьберг». В 1973 году перешёл в состав мюнхенской «Баварии», которая к тому моменту считалась сильнейшим клубом в Европе. За неё Йенсен провел один сезон. За это время он успел выиграть Кубок европейских чемпионов и чемпионат Германии. При этом Йенсен провёл за «Баварию» только 5 игр.
Затем футболист в течение долгого времени выступал за другой немецкий клуб «Гройтер Фюрт». Завершил свою карьеру Йенсен в Дании.
На протяжении некоторого времени Вигго Йенсен вызывался в сборную Дании. Всего за неё он провёл 8 игр.

### Тренерская
Начинал свою тренерскую карьеру Йенсен с командами из низших датских лиг. С 1989 по 1992 год он возглавлял молодёжную сборную страны. Под его руководством она дошла до полуфинала молодежного чемпионата Европы в 1992 году. Этот результат позволил датчанам пробиться в первый и единственный раз на Олимпийские игры. После турнира в Барселоне специалист оставил свой пост.
Затем он в течение долгого времени возглавлял многие команды местного первенства, а также шведское «Мальмё». Но особых успехов с командами Йенсен добиться не смог.
В 2007 году наставник был главным тренером сборной Эстонии по футболу.
Последним местом его работы был датский клуб «Силькеборг». За свою тренерскую карьеру Йенсен руководил им 3 раза.

## Статистика

### Матчи Йенсена за сборную Дании
| Матчи Йенсена за сборную Дании | Матчи Йенсена за сборную Дании | Матчи Йенсена за сборную Дании | Матчи Йенсена за сборную Дании | Матчи Йенсена за сборную Дании | Матчи Йенсена за сборную Дании      |
| ------------------------------ | ------------------------------ | ------------------------------ | ------------------------------ | ------------------------------ | ----------------------------------- |
| №                              | Дата                           | Соперник                       | Счёт                           | Голы Йенсена                   | Соревнование                        |
| 1                              | 30 июня 1971                   | ФРГ                            | 1:3                            | —                              | Товарищеский матч                   |
| 2                              | 28 июля 1971                   | Япония                         | 3:2                            | —                              | Товарищеский матч                   |
| 3                              | 1 августа 1971                 | Англия (люб.)                  | 3:2                            | —                              | Товарищеский матч                   |
| 4                              | 2 мая 1973                     | Чехословакия                   | 1:1                            | —                              | Чемпионат мира 1974 (отбор)         |
| 5                              | 6 июня 1973                    | Чехословакия                   | 0:6                            | —                              | Чемпионат мира 1974 (отбор)         |
| 6                              | 23 сентября 1973               | Норвегия                       | 1:0                            | —                              | Чемпионат Северной Европы 1972—1977 |
| 7                              | 13 октября 1973                | Венгрия                        | 2:2                            | —                              | Товарищеский матч                   |
| 8                              | 21 ноября 1973                 | Франция                        | 0:3                            | —                              | Товарищеский матч                   |

Итого: 8 матчей / 0 голов; 3 победы, 2 ничьи, 3 поражения.

## Достижения

### Игрока
- Обладатель Кубка европейских чемпионов УЕФА: 1973/74.
- Чемпион ФРГ: 1973/74.
- Чемпион Дании: 1965
- Обладатель Кубка Дании: 1971.

### Тренера
- Лучший футбольный тренер года в Дании: 1989.
- Бронзовый призёр чемпионата Дании: 1996.